# Jesper Asselman
Jesper Asselman (12 de marzo de 1990) es un ciclista neerlandés que compaginó la pista con la ruta. Debutó como profesional con el equipo Van Vliet-EBH-Elshof en 2009 y se retiró en 2020 siendo miembro del Metec-TKH.

## Palmarés

### Ruta
2016
- Tour de Drenthe[2]

2019
- 1 etapa del Tour de Yorkshire

### Pista
2013
- Campeonato de Países Bajos en scratch

## Equipos
- Van Vliet-EBH-Elshof (2009-2010)
- Rabobank Continental (2011)
- Raiko Stölting (2012)
- Metec-TKH Continental Cycling Team (2013-2014)
- Roompot (2015-2019)
  - Roompot Oranje Peloton (2015-2016)
  - Roompot-Nederlandse Loterij (2017-2018)
  - Roompot-Charles (2019)
- Metec-TKH[3] (2020)